# Skull Island: Reign of Kong
Skull Island: Reign of Kong is een trackless darkride in het Amerikaanse attractiepark Islands of Adventure. De attractie bevindt zich in het themagebied Skull Island en is 13 juli 2016 officieel geopend. Een maand eerder, 9 juni, werd de darkride al voor publiek geopend tezamen met het bijbehorende themagebied. De attractie werd door het park zelf in 2015 aangekondigd.

## Rit

### Wachtrij
De wachtrij is volledig gedecoreerd is diverse thema's. Het eerste deel bevindt zich in de buitenlucht en is gedecoreerd naar een tropisch eiland. Dit is met name gedaan door middel van beplanting. In het volgende deel lopen bezoekers een grot in. Deze grot kent diverse ruimtes en donkere gangen. In de ruimtes en gangen bevinden zich tientallen schedels in de rotsen. Tevens staat er een animatronic van een inheems figuur. Het derde deel van de wachtrij bevindt zich een basis van een onderzoeksteam. Er staan diverse voorwerpen en animatronics van flora en fauna die op het eiland gevonden zijn zoals een reuzenworm.
De wachtrij kent geen voorshow. In de wachtrij kan men gebruik maken van een snelpas, Universal Express, en is een single riders-rij aanwezig.

### Hoofdshow
De rit leggen bezoekers af in een safaritruck, waarin plaats is voor 72 personen per rit. Via een korte weg in de buitenlucht betreedt het voertuig de poort van Skull Island. Indien de weersomstandigheden dit niet toelaten zal de safaritruck een kortere route binnendoor nemen.
Vervolgens rijdt het voertuig langs diverse scènes in de grot. Tijdens de route komt de safaritruck soms tot stilstand op een bewegingsplatform met aan beide zijden televisieschermen. Hierop worden onder andere beelden getoond van mythische wezens die in aanval komen. Dit versterkt de beleving van de bezoekers. De rit eindigt langs een grote animatronic van King Kong.

## Bouwfoto's

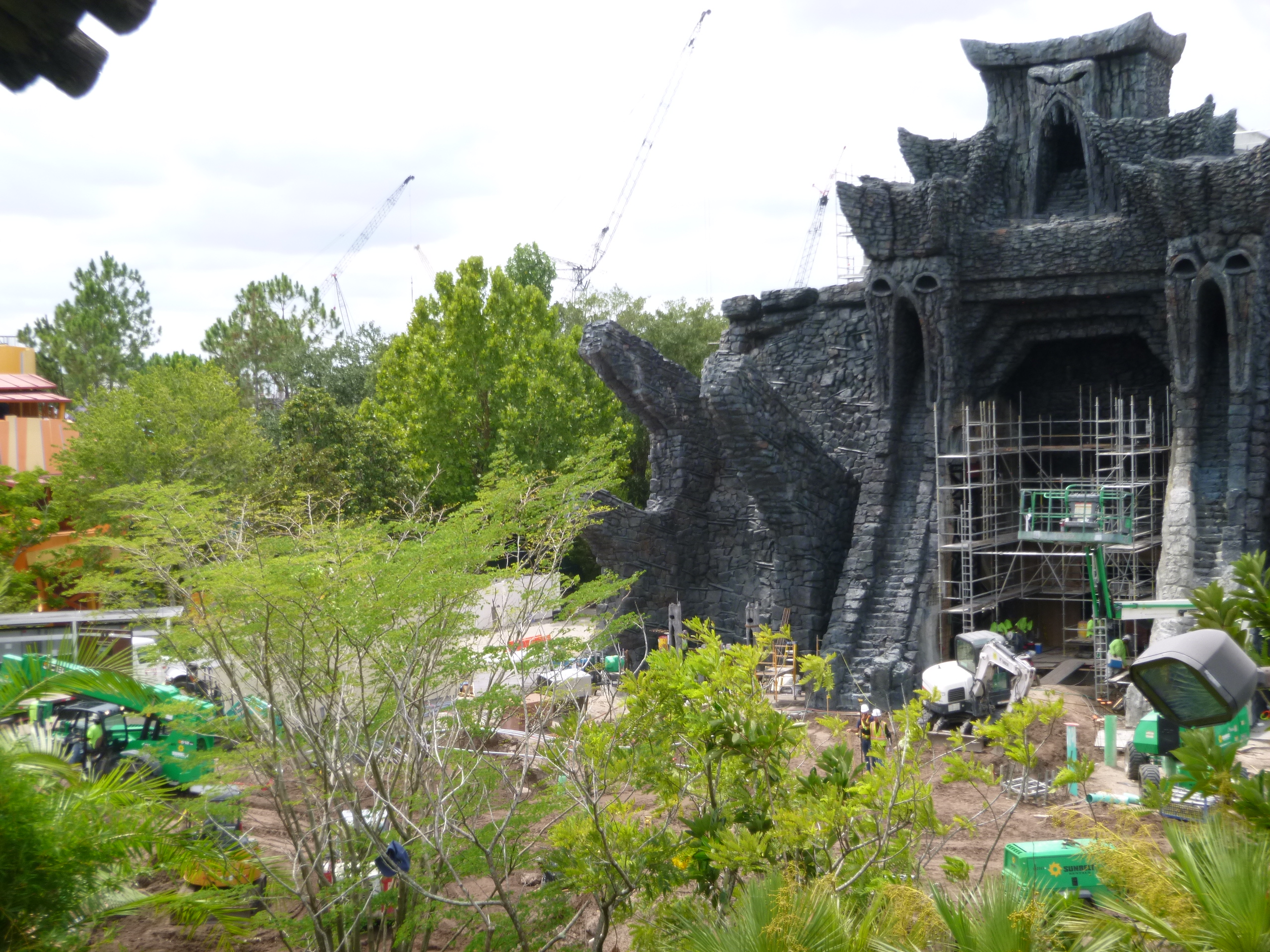
Bouwwerkzaamheden van de poort
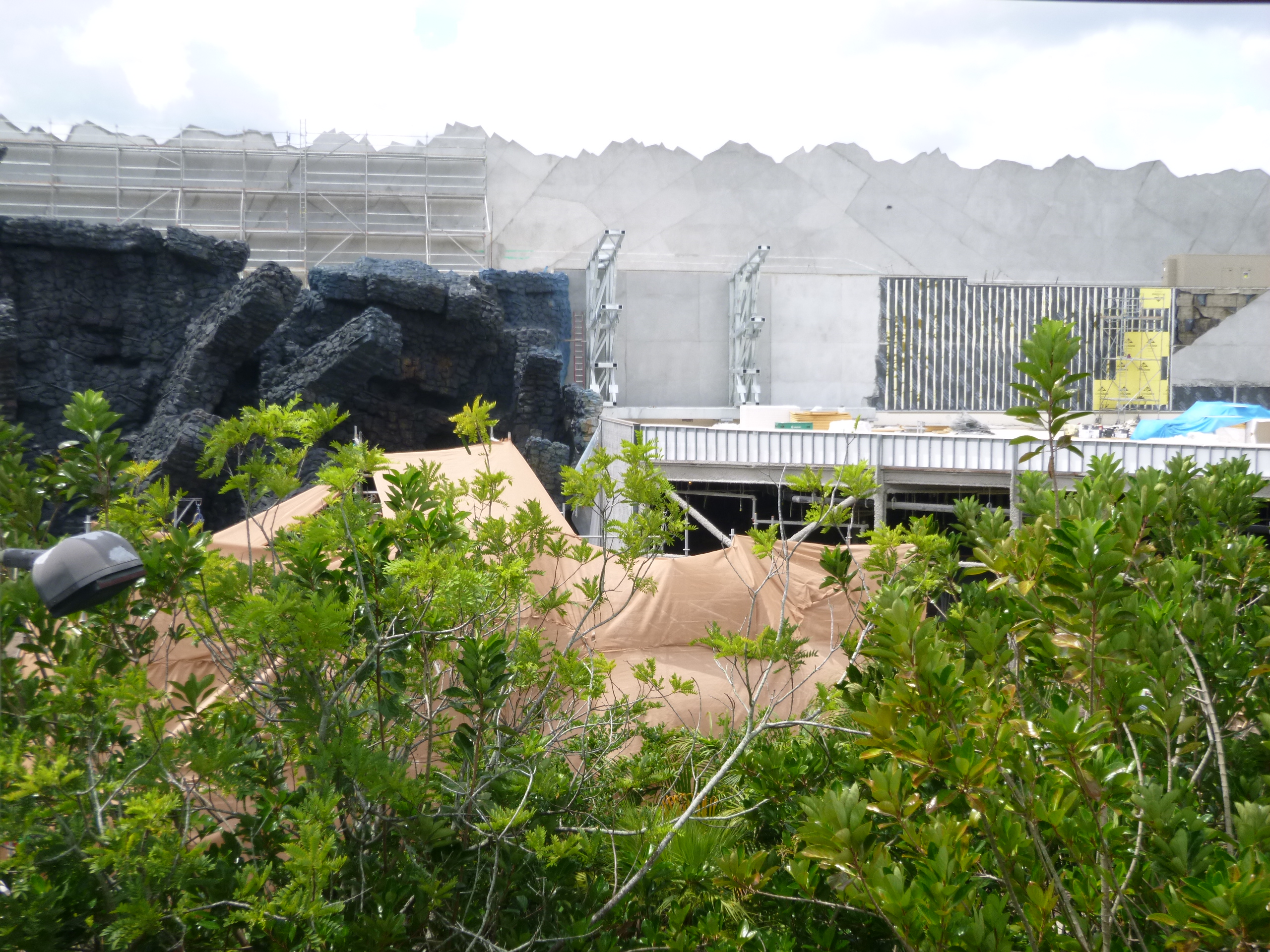
Bouw van de wachtrij
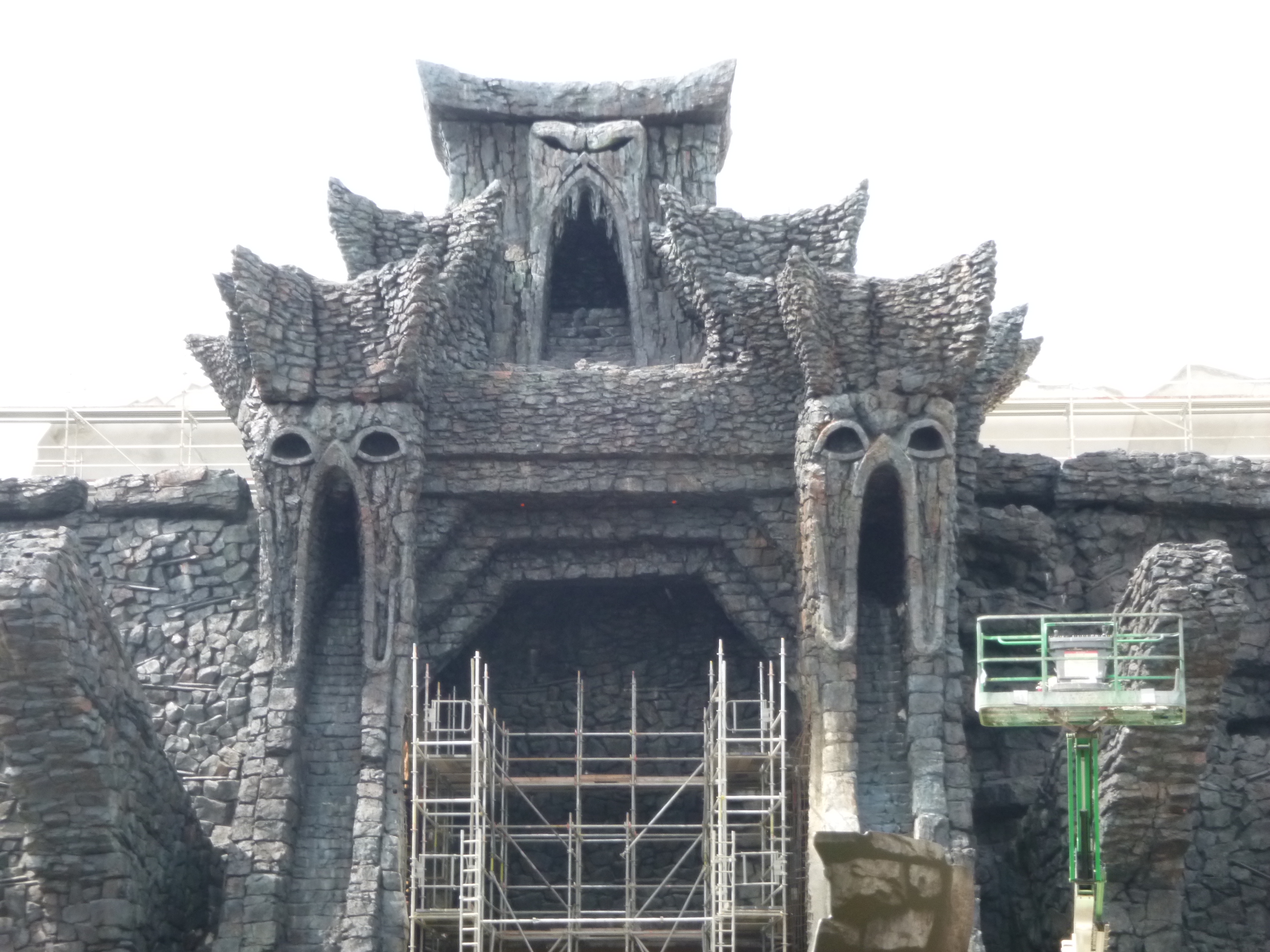
Close-up van de poort